# Guildhall (bâtiment)

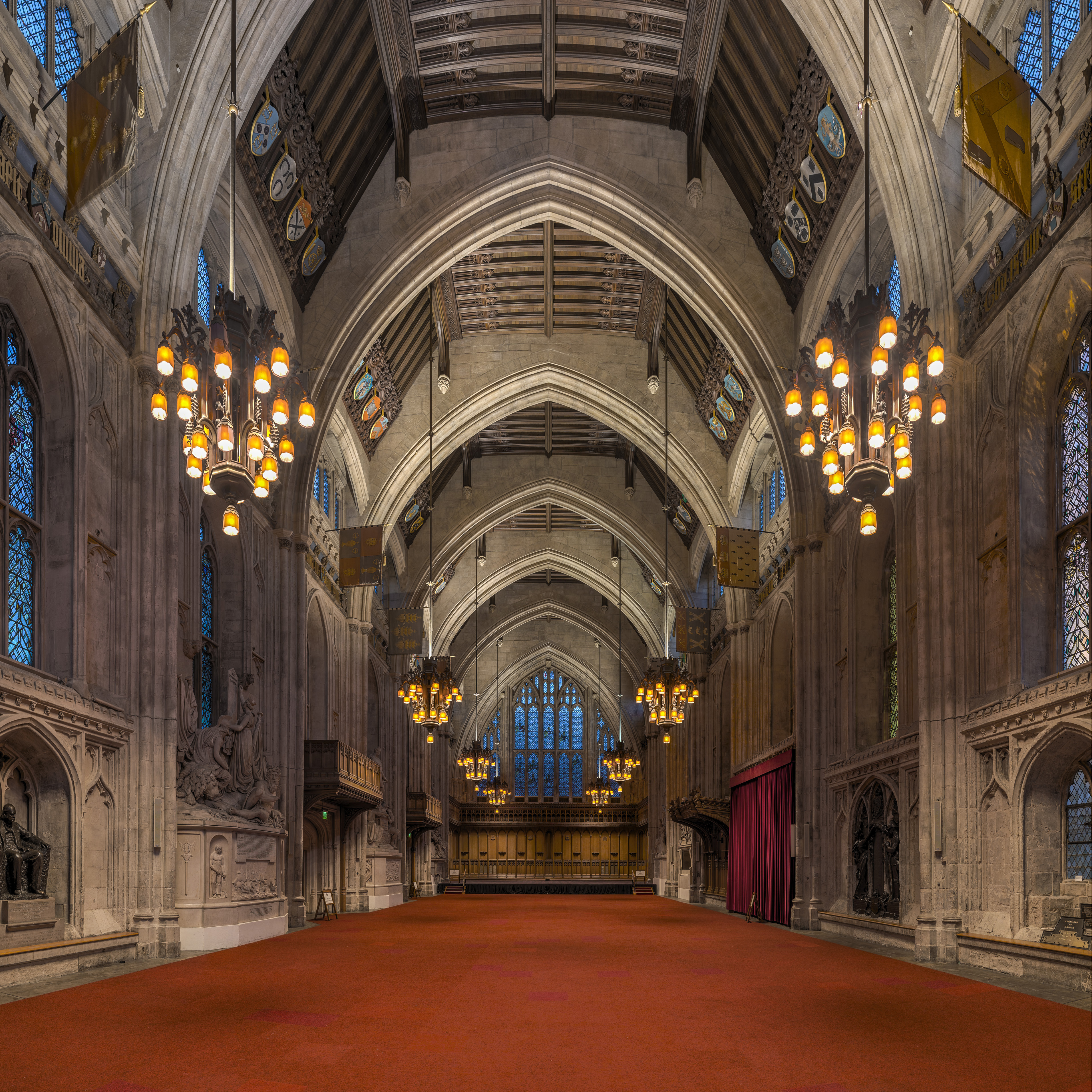
Intérieur du Guildhall de Londres, siège de la corporation de la cité de Londres.

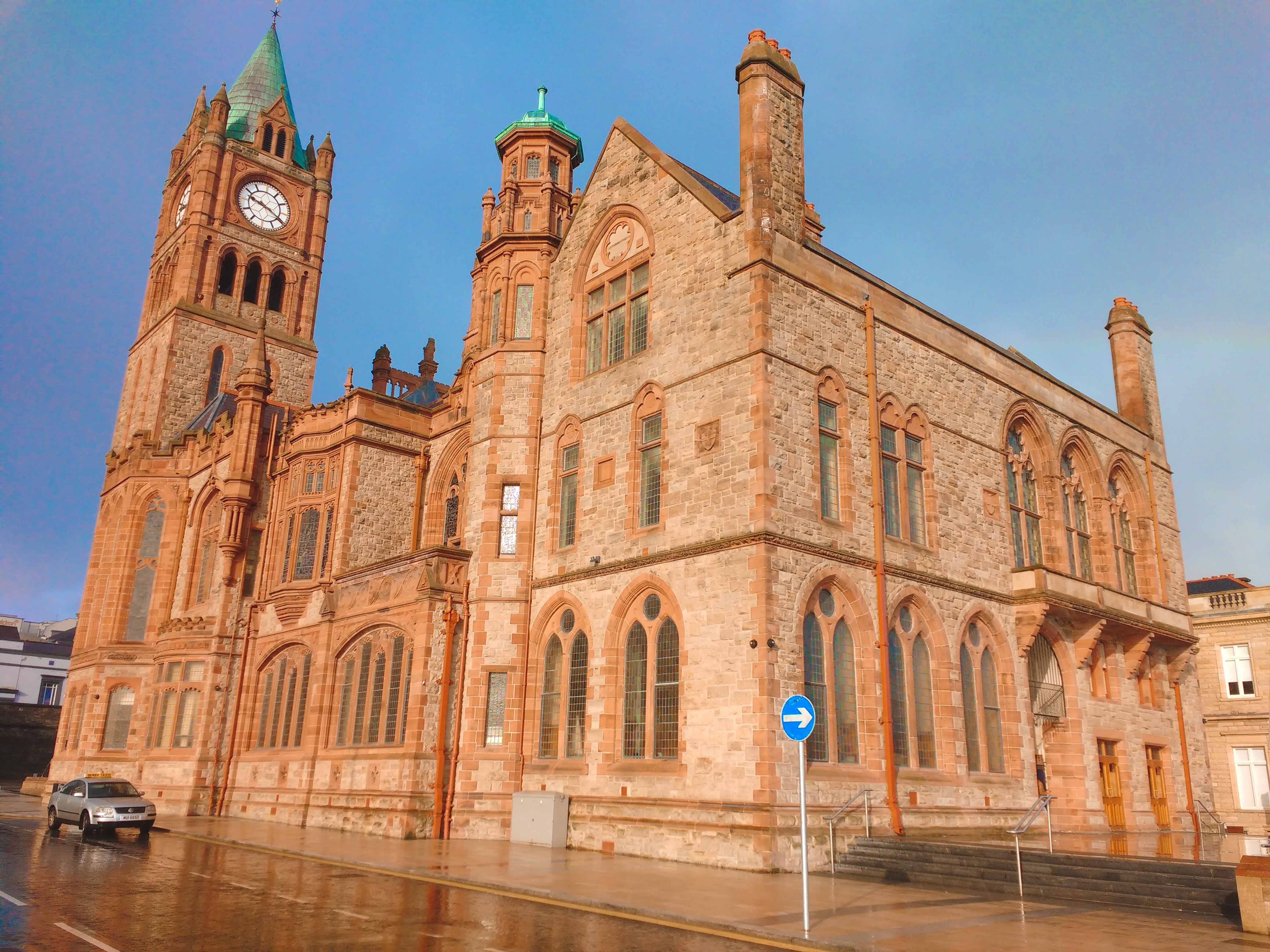
Vue du Guildhall de Londonderry, en Irlande du Nord, siège du conseil du district de Derry City and Strabane.

Un guildhall (ou guildhouse également en anglais), également appelé « salle des guildes » ou « maison des guildes » en français, est un bâtiment historique utilisé à l'origine pour la collecte des impôts par les municipalités ou les marchands en Europe, dont beaucoup subsistent aujourd'hui en Grande-Bretagne et dans les Pays-Bas. Ces bâtiments sont souvent transformés en hôtels de ville et, dans certains cas, en musées, tout en conservant leur nom d'origine.

## Specificité des guildhalls au Royaume-Uni
Au Royaume-Uni, un guildhall est généralement un hôtel de ville : dans la grande majorité des cas, les guildhalls n'ont jamais servi de lieu de réunion à une guilde spécifique. L'étymologie suggérée vient de l'anglo-saxon « gild », ou « paiement », le guildhall étant l'endroit où les citoyens venaient payer leurs impôts. Le Guildhall de Londres a été créé vers 1120. L'équivalent municipal écossais est le tolbooth.

## Liste de guildhalls au Royaume-Uni
- Andover Guildhall
- Barnstaple Guildhall
- Bath Guildhall
- Beverley Guildhall
- Bewdley Guildhall
- Blakeney Guildhall
- Bodmin Guildhall
- Boston Guildhall
- Bradninch Guildhall
- Brecon Guildhall
- Bristol Guildhall
- Bury St Edmunds Guildhall
- Cambridge Guildhall
- Canterbury Guildhall
- Cardigan Guildhall
- Carmarthen Guildhall
- Chard Guildhall
- Chester Guildhall
- Chichester Guildhall
- Conwy Guildhall
- Derby Guildhall
- Devonport Guildhall
- Exeter Guildhall
- Faversham Guildhall
- Gloucester Guildhall
- Grantham Guildhall
- Guildford Guildhall
- Harwich Guildhall
- Helston Guildhall
- High Wycombe Guildhall
- Hull Guildhall
- King's Lynn Guildhall
- Kingston upon Thames Guildhall
- Lavenham Guildhall
- Leicester Guildhall
- Lichfield Guildhall
- Lincoln Guildhall
- Liskeard Guildhall
- Llantrisant Guildhall
- London Guildhall
- Londonderry Guildhall
- Guildhall of St George
- Looe Guildhall
- Lostwithiel Guildhall
- Lydd Guildhall
- Lyme Regis Guildhall
- Middlesex Guildhall
- Much Wenlock Guildhall
- Newcastle-under-Lyme Guildhall
- Newcastle upon Tyne Guildhall
- Merchant Adventurers' Hall, York
- Newport Guildhall, Isle of Wight
- Newport Guildhall, Shropshire
- Northampton Guildhall
- Norwich Guildhall
- Oswestry Guildhall
- Peterborough Guildhall
- Plymouth Guildhall
- Plympton Guildhall
- Poole Guildhall
- Portsmouth Guildhall
- Preston Guildhall
- Rochester Guildhall
- Salisbury Guildhall
- Saltash Guildhall
- Sandwich Guildhall
- Southampton Guildhall
- South Molton Guildhall
- St Ives Guildhall
- St Mary's Guildhall, Coventry
- Stratford-upon-Avon Guildhall
- Swansea Guildhall
- Thaxted Guildhall
- Thetford Guildhall
- Totnes Guildhall
- Weymouth Guildhall
- Winchester Guildhall
- Windsor Guildhall
- Worcester Guildhall
- Wrexham Guildhall
- Guildhall de York

## Galerie

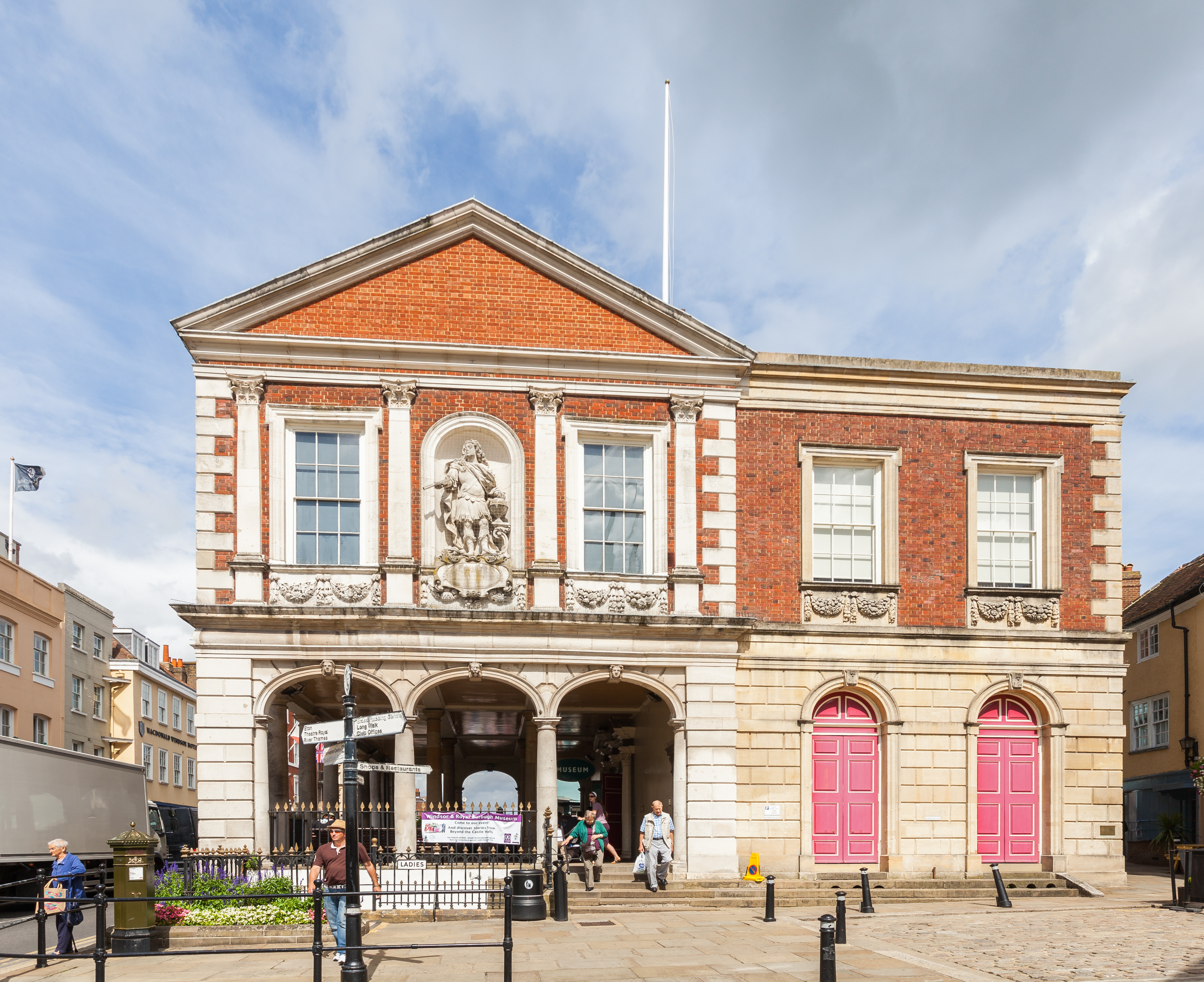
Guildhall à Windsor, dans le Berkshire, actuel hôtel de ville et ancien marché et tribunal.
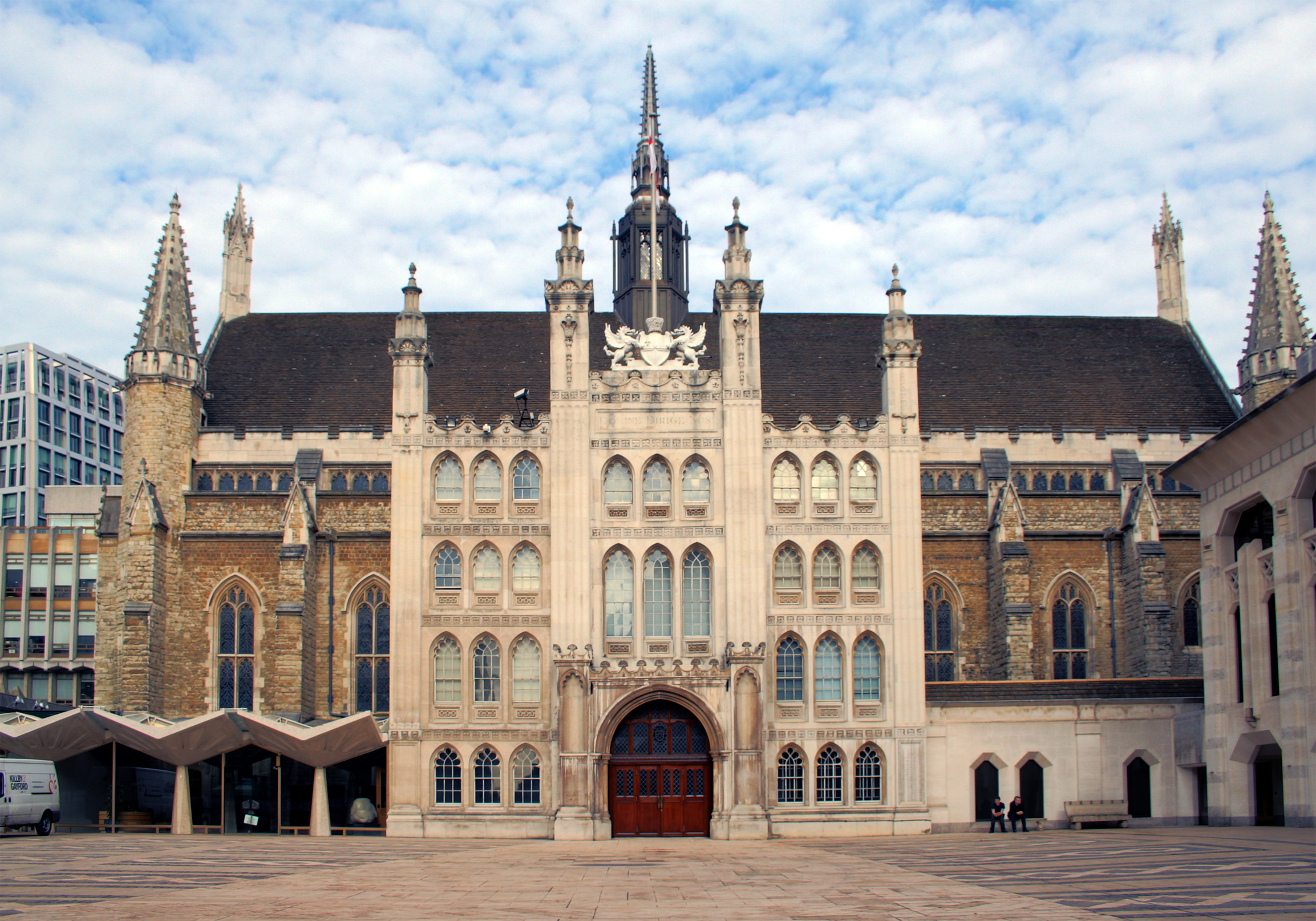
Guildhall, dans la Cité de Londres, siège de la corporation de la cité de Londres.
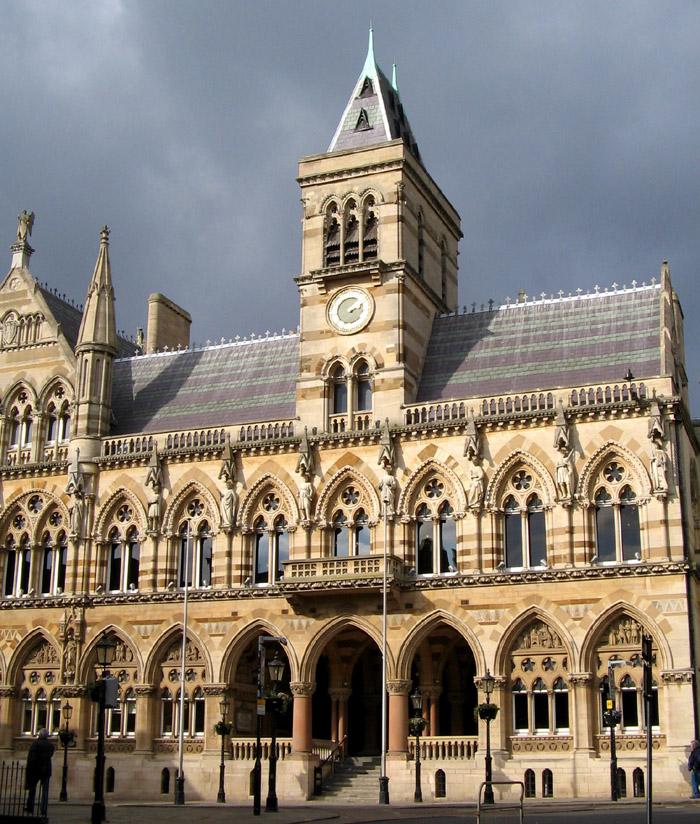
Guildhall à Northampton.
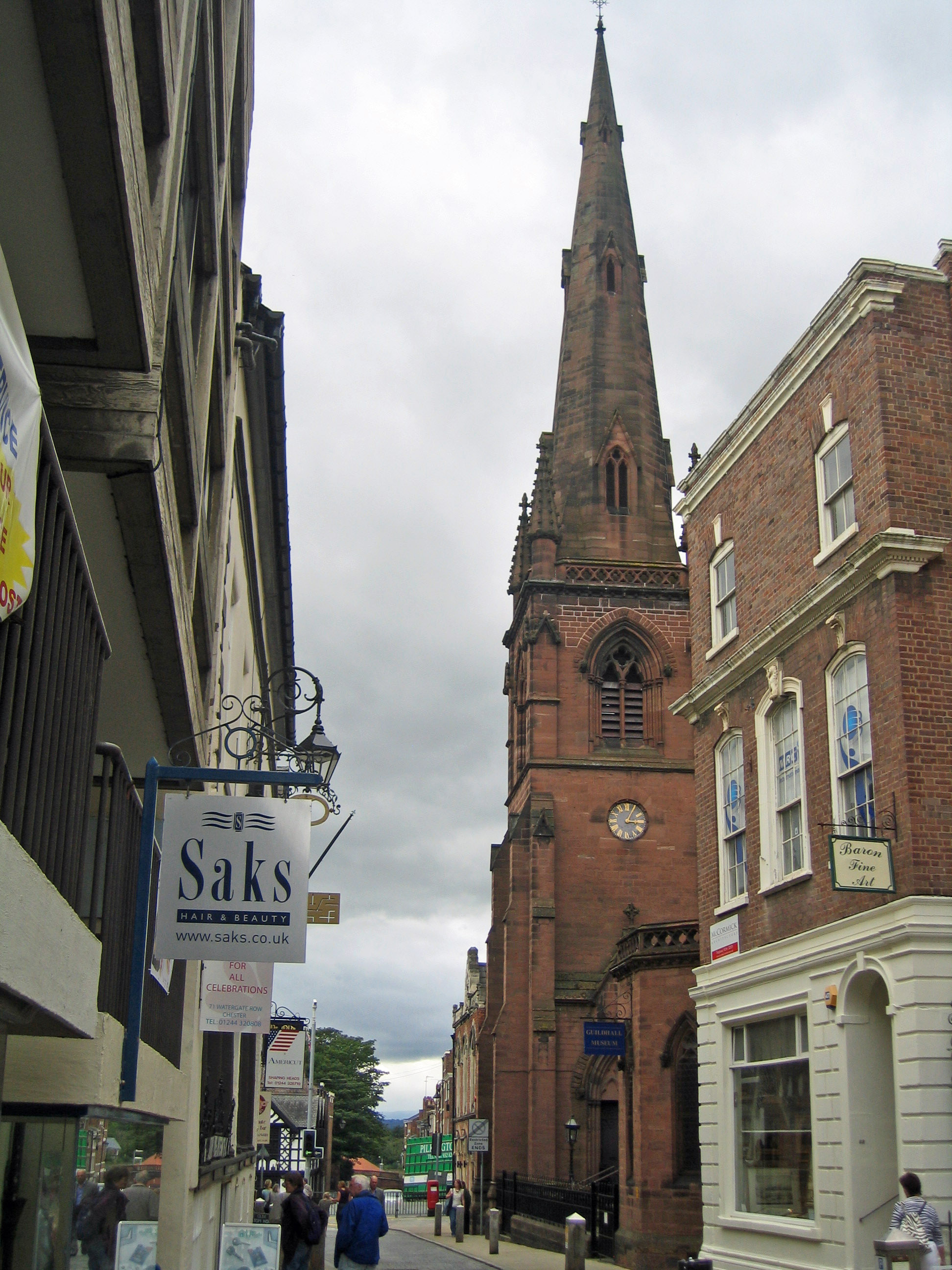
Guildhall à Chester.
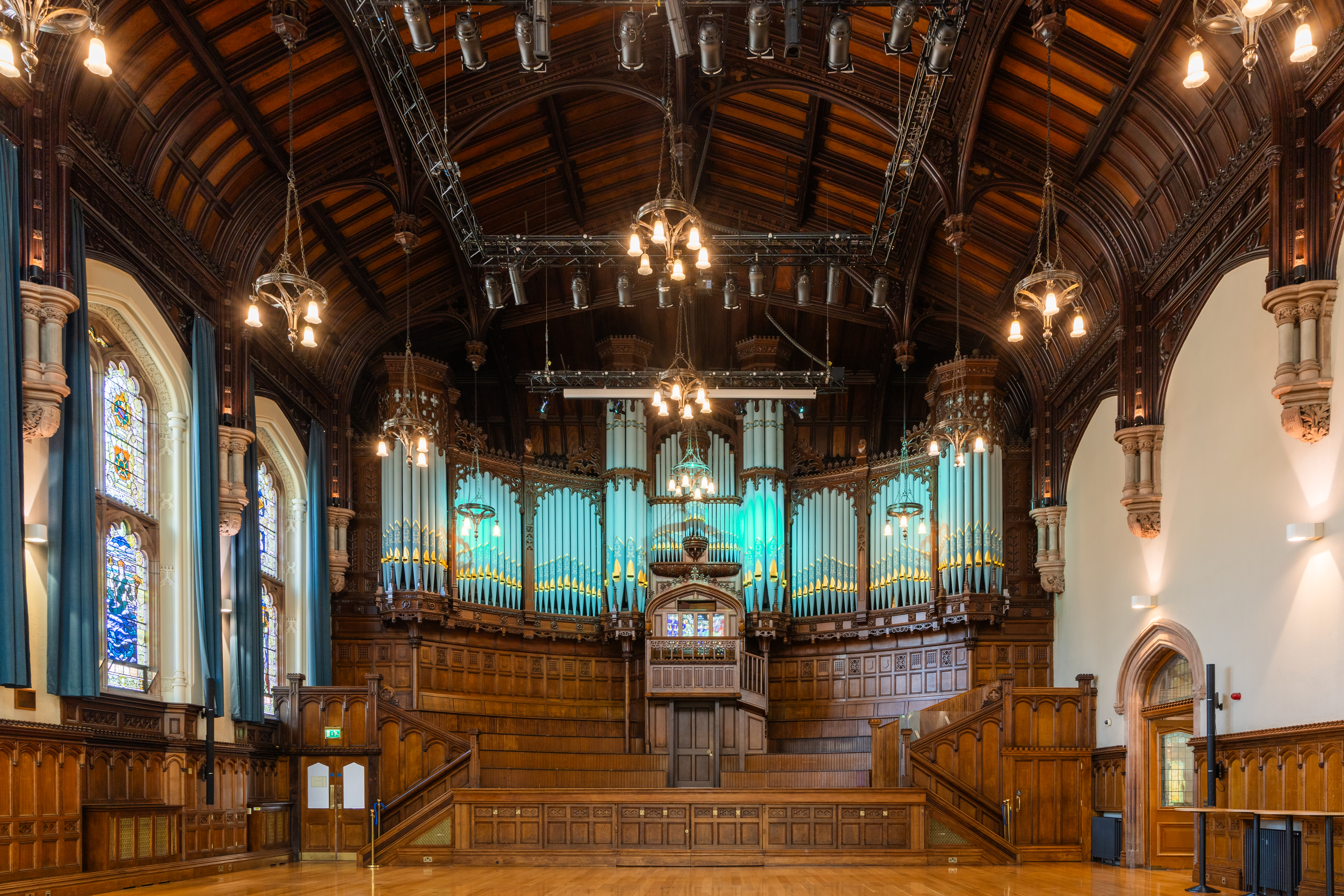
Intérieur du Guildhall de Londonderry en Irlande du Nord, siège du conseil du district de Derry City and Strabane. Les grandes orgues datent de 1914.

## Sources
- (en) Cet article est partiellement ou en totalité issu de l’article de Wikipédia en anglais intitulé « Guildhall » (voir la liste des auteurs).